# Бой Тупого Ножа
Бой Тупого Ножа (англ. Dull Knife Fight), также известный как Сражение при Ред-Форк (Battle on the Red Fork), — сражение между северными шайеннами и армией США во время Войны за Чёрные Холмы, произошедшее 25 ноября 1876 года на территории современного округа Джонсон. Сражение сыграло ключевую роль в ходе войны и фактически лишило северных шайеннов возможности продолжать борьбу за свою свободу на Великих равнинах. Оно получило название по имени одного из вождей северных шайеннов Тупого Ножа, потерявшего в бою троих сыновей.
Осенью 1876 года военный департамент США организовал большую карательную кампанию, целью которой было захватить или уничтожить последних свободных индейцев, разбивших американские войска при Роузбаде и Литл-Бигхорне. Экспедиция под командованием Джорджа Крука выступила в ноябре в район реки Паудер и состояла из почти 2200 человек. На реке Крейзи-Вумен-Крик генерал разделил силы, отправив полковника Рэналда Маккензи к горам Бигхорн. Обнаружив большой лагерь северных шайеннов вождей Тупого Ножа и Маленького Волка в долине реки Ред-Форк, входящей в систему притоков реки Паудер, Маккензи на рассвете атаковал его, вынудив индейцев бросить свои палатки и искать убежище за ближайшими холмами и горными хребтами. Основная часть дальнейшего боя проходила в борьбе за контроль над лагерем и его содержимым, а также за большой табун лошадей. Шайенны оказали яростное сопротивление американским солдатам и скаутам, но всё же были вынуждены отступить. Они несколько раз безуспешно пытались отбить свой табун лошадей и сражались отчаянно, понимая, что оказаться в холодную погоду без пропитания, палаток и лошадей равносильно медленной смерти. Несколько раз доходило до рукопашной, а стрельба продолжалась весь день без перерыва до наступления темноты. Однако численное превосходство американского войска было слишком велико, и индейцы отступили в горы. Бой Тупого Ножа стал единственным сражением и самым важным событием в ходе армейской экспедиции в район реки Паудер, возглавляемой генералом Круком.
Нападение Маккензи и последующее уничтожение лагеря в конечном итоге не только вынудили большинство северных шайеннов сдаться и прийти в резервации, но и повлияли на решение капитулировать многих из союзных им лакота, включая одного из индейских лидеров Неистового Коня.

## Предыстория

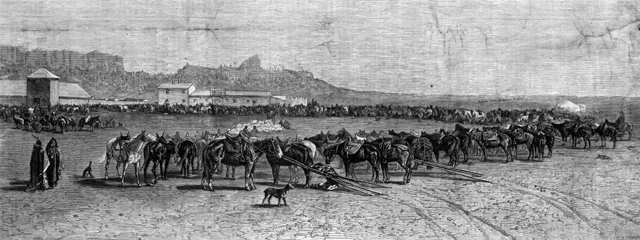
Агентство Красного Облака. Рисунок Ивана Прянишникова, опубликованный в «Harper’s Illustrated Weekly» 18 мая 1876 г.

После разгрома Джорджа Армстронга Кастера при Литл-Бигхорне Конгресс США призвал увеличить численность армии и прекратить выдавать пайки индейцам, пока они не откажутся от Блэк-Хилс. Генерал-лейтенант Филип Шеридан, командующий Военным департаментом Миссури, приказал своим офицерам убедить враждебных индейцев вернуться в свои резервации. Нескольких недель Джордж Крук, Джон Гиббон и Альфред Терри безуспешно пытались найти разбросанные к тому времени группы сиу и северных шайеннов. Только одно серьёзное столкновение произошло вдали от района сосредоточения враждебных индейцев, когда двигавшийся на воссоединение с Круком полковник Уэсли Мерритт узнал, что сотни северных шайеннов намереваются покинуть агентство Красного Облака предположительно для того, чтобы присоединиться к своим соплеменникам. Армия Мерритта вынудила их вернуться и преследовала на протяжении почти 5 км. Терри и Гиббон в итоге безрезультатно закончили свои кампании, тогда как Крук продолжил преследование в восточном направлении. Из-за нехватки припасов он выслал отряд под командованием капитана Энсона Миллса в Дедвуд, чтобы пополнить запасы провианта. Миллс обнаружил и 9 сентября 1876 года атаковал лагерь лакота у Слим-Бьюттс, вытеснив их из лагеря и удерживая его до тех пор, пока не прибыли основные силы, чтобы помочь отразить яростные контратаки индейцев. Сражение при Слим-Бьюттс, произошедшее на территории резервации Грейт-Су, принесло американской армии первую значимую победу после ошеломляющего поражения Кастера в июне.
Успех Мерритта стал поворотным моментом в войне за Чёрные Холмы, а также совпал со значительным изменением в стратегии армейского командования в борьбе с враждебными индейцами. Филип Шеридан, с одобрения Конгресса США, настоял на давно предлагаемом курсе действий, который поддержал командующий американской армией генерал Уильям Текумсе Шерман. С этой целью в конце июля 1876 года министерство внутренних дел США передало управление резервации Грейт-Су военным властям. Не желая дальнейших широкомасштабных военных кампаний против лакота и шайеннов и для предотвращения произвольного оставления резервации и пополнения рядов враждебных индейцев, Шеридан приказал войскам войти на территорию Грейт-Су, разоружить всех воинов и забрать у них лошадей. Согласно его плану, офицеры должны были заменить гражданские власти во всех индейских агентствах на территории резервации. Кроме того, Шеридан приказал разместить войска на постоянной основе в районе рек Йеллоустон и Паудер, чтобы не допустить свободного передвижения по этой территории лакота и северных шайеннов.
Правительство США также не ослабляло усилий в попытках лишить лакота и шайеннов богатых золотом Блэк-Хилс и земель в районе рек Йеллоустон и Паудер. Конгресс в августе 1876 года принял закон, согласно которому денежные средства, выделяемые для снабжения продовольствием коренных американцев в агентствах резервации Грейт-Су, удерживались до тех пор, пока те не согласятся открыть дороги через земли резервации к Блэк-Хилс. В дополнение к подписанию этого закона президент США Улисс Грант предложил переселить индейцев Грейт-Су на Индейскую территорию и назначил комиссию из семи человек, чтобы донести известие об этом до индейцев и добиться их согласия. Бывший комиссар по делам индейцев Джордж Мэнипенни возглавил правительственную комиссию, которая в начале сентября прибыла в агентство Красного Облака. Угроза голодом сработала и 20 сентября 29 оглала, 5 северных шайеннов и 6 северных арапахо поставили свои подписи под договором о будущей уступке земель, но при этом все подписанты категорически отказались переезжать на юг. Договор гарантировал индейцам права на их собственность и игнорировал соглашение 1868 года в форте Ларами, согласно которому будущие изменения в этом соглашении могли быть утверждены, если за них проголосуют не менее 75 % взрослых мужчин, проживающих в резервации. К концу октября лидеры агентств Пятнистого Хвоста, Лоуэр-Брул, Кроу-Крик, Шайенн-Ривер и Стэндинг-Рок уступили давлению американских властей и также согласились с потерей западных территорий Грейт-Су. Мэнипенни позже вспоминал: «Иногда они рассказывали свои истории о несправедливостях с такой страстной искренностью, что наши лица краснели от стыда».

## Подготовка к экспедиции

### Совет в форте Ларами

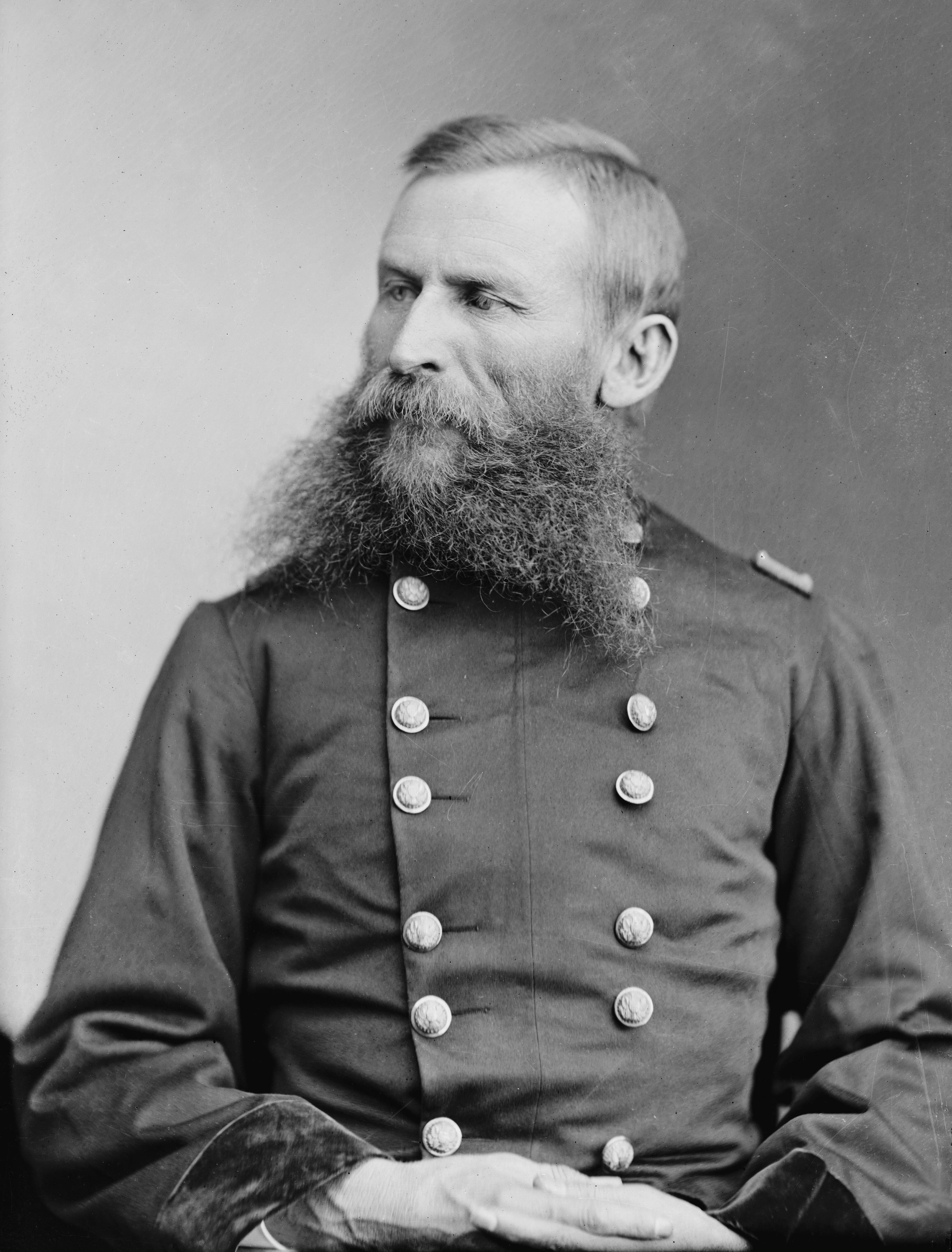
Генерал Джордж Крук, 1870-е годы. Фотограф Мэтью Брейди

В сентябре 1876 года Шеридан отправился в форт Ларами, чтобы встретиться с Круком и высказать своё мнение о том, как должны развиваться события. Прибыв в форт 16 сентября, через неделю после сражения у Слим-Бьюттс, генерал и его штаб несколько дней прождали Крука, направлявшегося из Блэк-Хилс на встречу с Шериданом. Также в форт прибыл полковник Маккензи, чей 4-й кавалерийский полк был вызван с Индейской территории после катастрофы при Литл-Бигхорне, чтобы помочь в осуществлении замыслов Шеридана. 21 сентября состоялся совет, на котором присутствовали Крук, Маккензи и Шеридан, их встреча определила курс будущих военных операций с целью победы над сиу и шайеннами. Крук впервые встретился с Шериданом с начала войны за Чёрные Холмы и подробно ознакомился о специфике политики командующего Военным департаментом Миссури по разоружению и лишению лошадей индейцев в Грейт-Су. Шеридан разъяснил, что солдаты восстановленного 7-го кавалерийского полка начнут претворять его планы в агентствах Стэндинг-Рок, Шайенн-Ривер, Кроу-Крик и Лоуэр-Брул, расположенных вдоль реки Миссури, а Маккензи должен сделать то же самое в агентствах Красного Облака и Пятнистого Хвоста.
Надеясь привить индейцам зачатки животноводства, Шеридан приказал всех отобранных в ходе предстоящей операции лошадей продать, а на вырученные средства приобрести скот и необходимое оборудование. Также следовало незамедлительно разоружать и лишать лошадей воинов, которые будут возвращаться в резервацию из лагерей враждебных индейцев. Крук узнал дальнейшие подробности плана Шеридана по размещению больших армейских гарнизонов на всей территории, контролируемой последователями Сидящего Быка и Неистового Коня. Планировалось основать несколько кантонментов между Блэк-Хилс и рекой Йеллоустон. Касательно будущих полевых операций, генерал считал, что целенаправленная и тщательно спланированная ноябрьская кампания, проводимая одновременно с операциями Нельсона Майлза в Монтане, приведёт к распаду коалиции сиу и северных шайеннов и их поселению в резервациях. Круку вменялось организовать кампанию так, чтобы войска, непосредственно руководимые полковником Маккензи, принимали в ней самое активное участие. Вскоре после завершения совета Крук приказал капитану роты Е 9-го пехотного полка Эдвину Поллоку отправиться к старому форту Рино, который был заброшен с 1868 года, и начать работы по созданию военного городка. 23 сентября Шеридан отбыл в Чикаго, оставив Крука и Маккензи разрабатывать порядок действий в южной зоне операций, который воплотил бы его замысел.

### Вербовка индейских воинов

#### Вербовка пауни
Неудачная летняя кампания, а также опасения, что проживающие в Грейт-Су сиу и шайенны могут примкнуть к враждебным индейцам, побудили Шеридана вызвать Фрэнка Норта, опытного жителя фронтира, который в прошлые кампании организовал и командовал батальоном скаутов-пауни. Шеридан приказал ему посетить пауни на Индейской территории и предложить их воинам присоединиться к экспедиции Крука. Правительство США должно было вооружить, одеть и снабдить скаутов продовольствием, но они были обязаны использовать собственных лошадей. В случае, если пауни не смогут предоставить собственных лошадей, Шеридан уполномочил Норта купить их.

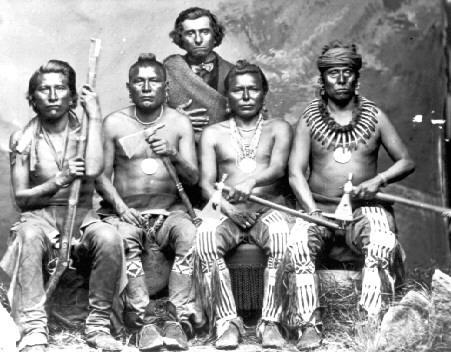
Скауты-пауни, около 1870 г. Фотограф Уильям Генри Джексон

Пауни были окончательно переселены с родных земель в Небраске в начале 1876 года и проживали на берегу реки Блэк-Бэр-Крик в северо-центральной части Индейской территории. На новом месте племя вело трудную и отчаянную борьбу за выживание. Климатические и социальные условия новой среды проживания оказались столь же разрушительными для племени, как и войны с сиу и шайеннами. Мужчины, женщины и дети ходили в лохмотьях, новые эпидемии привели к резкому сокращению их численности. Разочарование от переселения на Индейскую территорию и высокая смертность в сочетании с однообразием жизни и нищетой деморализовали многих воинов.
Прибыв в форт Силл, Норт и его брат Лютер сели на поезд, идущий в Коффивилл, небольшой город, расположенный на юго-востоке Канзаса, а оттуда на фургоне трое суток добирались до резервации пауни. Братьям не составило труда набрать сотню скаутов — для встречи с ними собралось всё племя. Разруха и бедность в резервации шокировали Лютера Норта, он позднее вспоминал: «Племя пребывало в очень плохом состоянии, они были ужасно бедны, почти все страдали от малярии, и многие умирали. Они были обескуражены, и многие из них очень хотели вернуться в Небраску». Объяснив цель своего визита вождям, Фрэнк Норт открыл призывной пункт в доме совета пауни. Желающих оказалось слишком много — почти все мужчины хотели отправиться воевать с сиу и шайеннами, чтобы снова почувствовать себя воинами и получить от американского правительства хоть какие-то деньги. Историк Джордж Хайд считал, что главным стимулом для пауни отправиться на войну был экономический. Антрополог и писатель Джордж Гриннелл отмечал, что были и другие, более личные мотивы, он писал: «Каждый мужчина любой ценой стремился избавиться от страданий своей нынешней жизни… прежде всего от смертельной монотонности жизни в резервации».
Экономическая нужда, месть и побег от скуки были самыми важными стимулами для воинов, но многие из них записывались в батальон также в надежде добыть военные почести. Нищета и государственная политика медленно разрушали старые социальные устои, которые делали упор на рангах, иерархии и социальном положении. Служба в армии США позволила бы воинам добиться общественного признания на поле боя. Те, кому посчастливилось быть завербованными, быстро собрались и пешком отправились в Коффивилл, лошадей у пауни не осталось. Большая группа соплеменников, которым было отказано в службе, долго следовала за ними, умоляя Фрэнка Норта взять их с собой. Даже когда скауты сели на поезд, некоторые из следовавших за группой мужчин отчаянно пытались забраться в вагоны — настолько велико было их желание покинуть резервацию и снова стать воинами.
18 сентября 1876 года в форте Сидни пауни были официально зачислены на военную службу в армии США. Согласно распоряжению Шеридана, Фрэнк Норт стал капитаном роты скаутов. Фрэнк назначил своего брата Лютера первым лейтенантом, а Силвануса Кашинга, который ранее аналогичным образом воевал вместе с пауни, вторым лейтенантом. В форте скауты получили оружие, боеприпасы, одежду, пайки и палатки. Они также прошли подготовку и приручили лошадей, которых Фрэнк Норт купил для них в Джулсберге.

#### Вербовка арапахо, лакота и шайеннов
В дополнение к завербованной по указанию Шеридана сотне пауни, Крук приказал завербовать индейцев из резервации Грейт-Су. Вербовка воинов из коренных американцев в помощь регулярным войскам для поиска их соплеменников и сражений с ними была основным элементом философии генерала в отношении борьбы с враждебными индейцами. Крук применял эту практику на Северо-Западе и Юго-Западе. Отвергая общепринятую военную тактику, которой учили в Военной академии, генерал имел собственные представления о кампаниях против коренных американцев. Он восхищался индейцами за их превосходные навыки разведчиков и воинов и выступал за их использование в качестве вспомогательных сил. Опыт также убедил его в надёжности индейских скаутов. Он считал, что присутствие индейских скаутов деморализует противника, особенно когда эти скауты принадлежат к тому же племени, что и враждебные индейцы. Крук утверждал, что коренные американцы мало боятся американских солдат, которых считают трусливыми и уступающими им в рукопашной схватке, гораздо больше они боятся индейских воинов, подобных им самим.
Многие офицеры не одобряли зачисление в скауты лакота и шайеннов, которым они не доверяли, но несмотря на это, призыв индейцев на военную службу в резервации Грейт-Су прошёл успешно. В результате в скауты было принято 73 северных арапахо, 9 северных шайеннов и 73 оглала и брюле. Новобранцы, вооружённые револьверами и винтовками, были разделены на две роты: роту А под командованием первого лейтенанта Уолтера Хау из 4-го артиллерийского полка, с вождём арапахо Острым Носом в качестве первого сержанта; и роту В под командованием второго лейтенанта Джеймса Джонса из того же полка, с оглала Три Медведя в качестве первого сержанта.

### Реализация приказов Шеридана

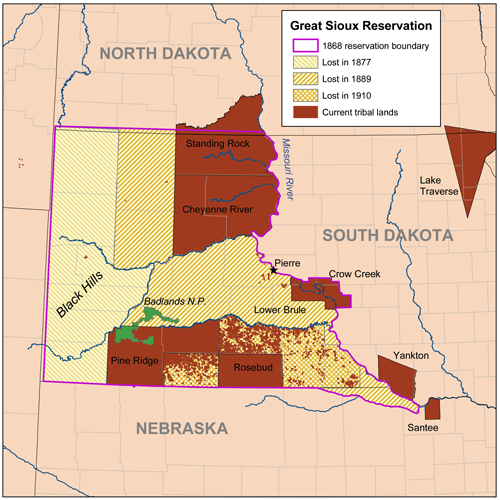
Карта резервации Грейт-Су

Из всех агентств, находившихся на территории резервации Грейт-Су, наибольшую озабоченность по количеству воинов, возвращавшихся с охотничьих угодьев на западе, вызывали агентства Красного Облака, Пятнистого Хвоста, Шайенн-Ривер и Стэндинг-Рок. В двух последних агентствах американская армия начала действовать в конце августа 1876 года, когда туда в качестве подкрепления прибыли подразделения 11-го, 14-го и 20-го пехотных полков. Волнения в этих агентствах побудили Шеридана дополнительно направить роты 7-го кавалерийского полка, чтобы повысить численность войск на севере Грейт-Су. В октябре генерал Альфред Терри подготовил солдат из бывшего полка Кастера и отделения 17-го и 20-го пехотных полков к отправлению в Шайенн-Ривер и Стэндинг-Рок, чтобы они разоружили сиу и конфисковали у них лошадей. Некоторое время индейцы сопротивлялись приказам, но угрозы прекратить выдавать им пайки вынудили их покориться и сдать оружие и более 2200 лошадей. Конфискованных животных перегнали в Сент-Пол для продажи на аукционах. Однако Миннесоты достигло лишь около 500 лошадей; многие умерли от болезней, другие утонули при переправе через реки, были украдены или просто потеряны.
Пока приказы Шеридана исполнялись на севере резервации, аналогичные меры готовились к исполнению и в южных агентствах. В августе в Кэмп-Робинсон прибыл Маккензи с шестью ротами 4-го кавалерийского полка. Вскоре после прибытия полковник провёл перепись индейцев в агентстве Красного Облака. Согласно предыдущему отчёту, в агентстве было зарегистрировано 12 873 лакота и около 1200 северных шайеннов. Перепись Маккензи показала, что в агентстве находилось всего 4760 лакота и около 650 северных шайеннов. Перепись в агентстве Пятнистого Хвоста дала такие же результаты. Из 9170 зарегистрированных там индейцев Маккензи обнаружил всего 4775 человек. Полковник немедленно отправил отчёт своему начальству.
В начале октябре ситуация в этих агентствах обострилась. Известие о том, что американские власти хотят переселить индейцев на юг, вызвало гнев многих воинов. Общины вождей Красного Облака, Красного Листа, Маленькой Раны и Синей Лошади в знак протеста против политики перемещения внезапно покинули свои агентства и ушли к реке Шадрон-Крик. Маккензи приказал им вернуться, угрожая, что в противном случае им прекратят выдачу пайков и заставят вернуться силой. Исполняя указание, Синяя Лошадь и Маленькая Рана переместились со своими людьми к Кроу-Бьютт, расположенному вблизи агентства. Красное Облако и Красный Лист через своих представителей уведомили полковника, что впредь пайки следует отправлять в их новые лагеря. 22 октября Маккензи отправил первого лейтенанта Оскара Элтинга к Фрэнку Норту, который находился в лагере на реке Найобрэра, с приказом немедленно присоединиться к его войскам, чтобы помочь окружить индейцев на Шадрон-Крик. Майор Норт вместе со своим братом и сорока двумя скаутами-пауни совершили ночной марш-бросок, чтобы догнать Маккензи. Тем временем Силванус Кашинг с оставшимися скаутами направился в Кэмп-Робинсон, достигнув поста в три часа ночи 23 октября.
Приблизившись к индейским лагерям на расстоянии 32 км, Маккензи разделил колонну на два равных батальона. Майора Джорджа Гордона полковник назначил ответственным за окружение лагеря Красного Листа. К нему присоединились Лютер Норт и половина скаутов-пауни. Маккензи возглавил второй батальон, в который вошли Фрэнк Норт и оставшиеся скауты, — его задачей было окружить лагерь Красного Облака. К пяти часам утра полковник подошёл к стойбищу Красного Облака. Некоторые женщины и дети выскочили из палаток и попытались скрыться. По приказу Фрэнка Норта пауни ворвались в лагерь и захватили всех лошадей. Лакота были застигнуты врасплох и сдались без единого выстрела, солдаты их быстро разоружили. Тем временем батальон Гордона окружил лагерь Красного Листа. Майор приказал скаутам Лютера Норта объехать всё стойбище и согнать всех лошадей. Скаутам понадобился час, чтобы собрать весь табун. Люди Красного Листа сдали оружие и начали собираться в путь. Маккензи позволил старым и немощным лакота ехать верхом, но молодые должны были идти пешком. Пауни погнали захваченный табун в Кэмп-Робинсон, за ними следовали солдаты Маккензи, сопровождая покорённых индейцев. 24 октября 1876 года они прибыли в военный лагерь. В тот же день Крук снял Красное Облако с должности верховного вождя всех лакота в южных агентствах Грейт-Су и назначил на его место Пятнистого Хвоста.
Когда до Крука дошли слухи о том, что индейцы попытаются отбить своих лошадей, генерал поручил Фрэнку Норту отогнать табун в форт Ларами, где имелся достаточный для них загон. Норт и его пятьдесят скаутов 24 октября покинули Кэмп-Робинсон и отправились в путь. Вечером следующего дня они достигли форта Ларами. Лютер Норт, Силванус Кашинг и оставшиеся скауты присоединились к ним через три дня. Крук приказал им выбрать себе по одной лошади из конфискованного табуна, затем он уполномочил Норта взять ещё 70 животных в качестве резерва. После того как Норт и пауни сделали свой выбор, генерал сам отобрал несколько сотен голов в качестве дополнительных верховых лошадей для других скаутов предстоящей экспедиции. Выполнив распоряжения Шеридана, Крук стал готовиться к походу. Он планировал отыскать и разбить общины Сидящего Быка и Неистового Коня в районе реки Паудер на юге Монтаны.

## Ход экспедиции

### Приготовления к походу

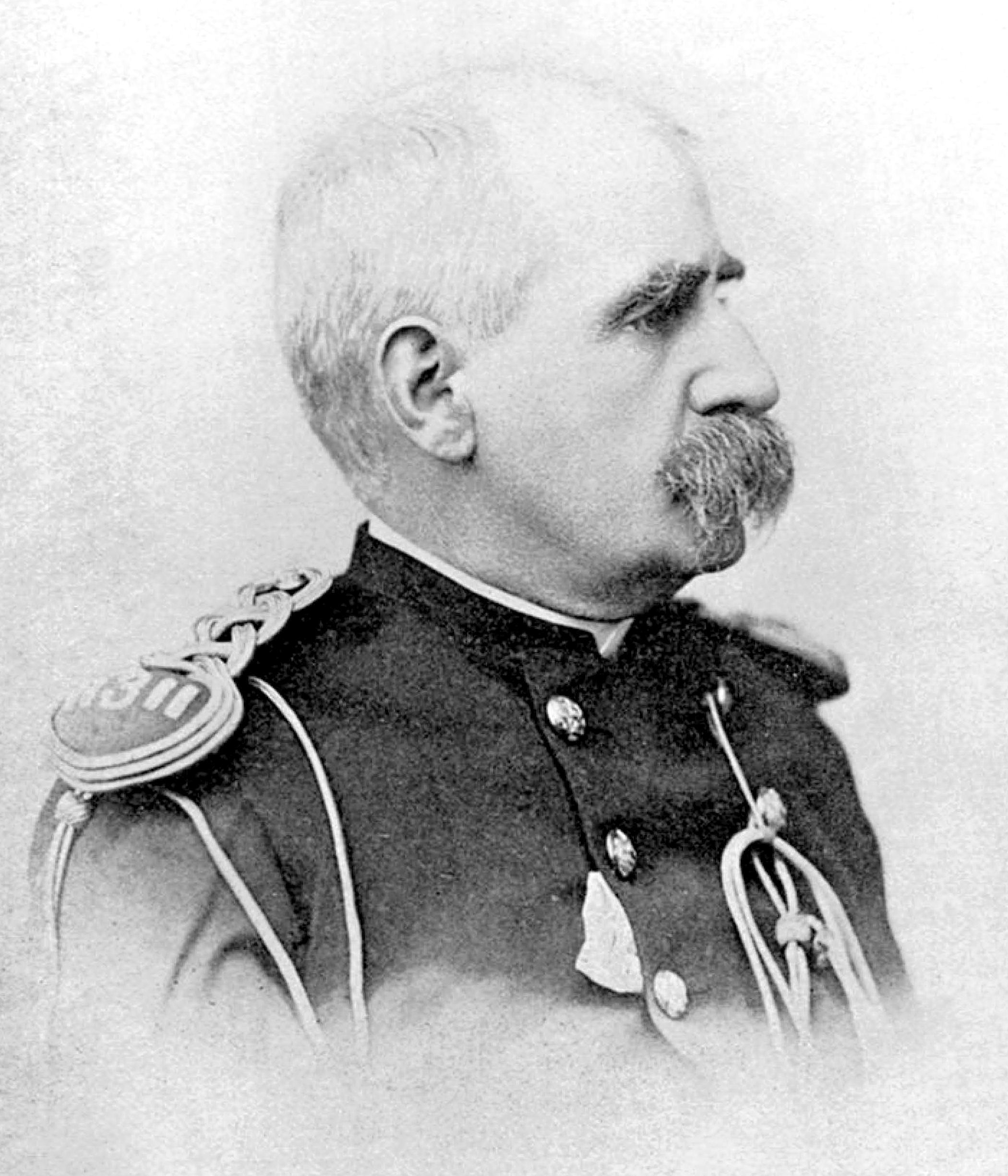
Джон Грегори Бурк, адъютант Крука

Приготовления в Кэмп-Робинсоне заключались в подготовке имеющихся на посту припасов и отправке их на фургонах под конвоем в форт Ларами, где Крук и его офицеры прорабатывали детали операции. Генерал и его подчинённые были особенно озабочены наличием достаточного количества тёплой одежды и необходимого снаряжения для зимней кампании. Крук приказал чиновникам департамента без промедления отправить 2000 комплектов шапок из шкурок нерпы, рукавиц и галош в форт Феттерман, чтобы всё было готово к моменту прибытия его солдат на этот пост. Другое имущество, которое должно было быть доставлено на железнодорожную станцию Медисин-Боу дороги Union Pacific Railroad, включало большое количество шерстяных рукавиц, водонепроницаемых прорезиненных одеял, пончо, кавалерийских курток и тулупов. Все имеющиеся в Кэмп-Робинсоне отопительные печи для палаток должны были быть взяты с собой, также был отправлен заказ на получение дополнительных печек из форта Феттерман. Каждому бойцу полагалось 250 патронов для карабина и 100 патронов к револьверу. Инструкции запрещали всем кавалерийским офицерам носить карабины, а также требовали, чтобы все бойцы имели сабли, что было необычным приказом, поскольку другие полевые подразделения уже давно отвергли это оружие как практически бесполезное в индейских войнах. Отдельные роты несли ответственность за собственное пропитание и фураж для лошадей. Покидая Кэмп-Робинсон, каждое подразделение должно было везти четырёхдневный рацион, а кавалерия — фураж на один день.
Каждой кавалерийской роте было выделено по две упряжки из шести мулов для перевозки имущества, большая часть которого представляла собой конское снаряжение, тогда как пехотные роты и штаб батальона получили по одной упряжке из шести мулов. По указанию Крука Маккензи отправил запрос на подковы, обработанные специальным образом, чтобы улучшить сцепление копыт животных со льдом и снегом. Помимо одежды и снаряжения, люди генерала нуждались в дополнительных фургонах и мулах, чтобы транспортировать свои припасы по пути следования. Шеридан распорядился выделить ещё 18 фургонов и сотню мулов к уже имеющимся. Отправив все припасы, которые были доступны в Кэмп-Робинсоне, собранные для военной экспедиции офицеры и солдаты 1 ноября 1876 года выдвинулись к форту Ларами.

### Силы Крука
Форт Ларами находился недалеко от слияния рек Норт-Платт и Ларами. Положение форта, выкупленного армией в 1849 году у Американской меховой компании, обеспечило его превращение в главный правительственный пункт своего времени на границе Северных равнин. 4 ноября основные силы армии Крука, прибывшие из Кэмп-Робинсона, остановились на берегу реки Норт-Платт близ форта. В течение следующих нескольких дней сюда стекались подразделения из разных полков. После разгрома Кастера побуждение к вступлению в армию было настолько сильным, что некоторые роты оказались переполнены неопытными новобранцами, которых называли «Мстителями Кастера». Как и в случае с предыдущими кампаниями против враждебных индейцев, у Крука было несколько опытных штабных офицеров, которые сопровождали его войско в экспедиции к реке Паудер. Его адъютантом был капитан Джон Грегори Бурк, учёный и этнограф, оставивший важные хроники о действиях Крука. Маккензи был назначен командовать кавалерийским батальоном, который состоял из одиннадцати конных рот. Батальон был разделён на эскадроны: капитан Мак командовал пятью ротами 4-го кавалерийского полка, а майор Джордж Гордон — оставшимися подразделениями 4-го, а также ротами 2-го, 3-го и 5-го полков. Батальон Маккензи насчитывал 28 офицеров и 790 рядовых. Во главе пехотного батальона был поставлен подполковник Ричард Додж. Его батальон состоял из четырёх батарей 4-го артиллерийского полка, действовавшего как пехота под командованием Джозефа Кэмпбелла, а также шести рот 9-го пехотного полка, двух из 14-го полка и трёх из 23-го, все под командованием капитана Уильяма Джордана. Колонна Доджа насчитывала 33 офицера и 646 солдат.
Нынешняя экспедиция впечатлила меня как наилучшим образом экипированная и великолепно укомплектованная офицерским составом по сравнению со всеми, в которых я участвовал ранее. Опыт прошлого лета открыл Национальной законодательной власти глаза на чрезвычайность ситуации. В результате, ассигнования на нужды экспедиции были выделены с необычайной щедростью. Кавалерийские роты сильнее, чем они были со времён Гражданской войны, а весь рекрутский состав высшего качества.
Помимо регулярных войск, Крук имел в своём распоряжении огромное количество индейских и белых скаутов, проводников и гражданских работников. Среди индейских скаутов, сопровождающих экспедицию, находились 100 пауни, 91 восточный шошон, 73 северных арапахо, 73 оглала и брюле, 15 банноков, 9 северных шайеннов, 1 не-персе и 1 ют. Ещё 76 скаутов-кроу под командованием майора Рэндалла должны были присоединиться позднее, но плохая погода помешала их продвижению и они добрались до лагеря Крука только в декабре. Общее командование приписанными к экспедиции индейскими скаутами было передано первому лейтенанту 2-го кавалерийского полка Уильяму Кларку, со вторым лейтенантом 9-го пехотного полка Хейденом Дилейни в качестве его заместителя. В число проводников и белых скаутов входили ветераны фронтира, такие как Батист Пурье, Том Мур, Уильям Гарнетт и Дэвид Мирс, хорошо знакомые Круку по предыдущей кампании. Возглавлял белых скаутов Фрэнк Груард. В общей сложности экспедиция состояла из почти 2200 человек, 400 вьючных мулов, 168 фургонов и 7 санитарных повозок.

### Марш на север
При подготовке марша квартирмейстер Крука выделил для животных экспедиции все доступные в форте Ларами запасы зерна. В преддверии зимы обмундирование как офицеров, так и солдат мало соответствовало регламенту. 5 ноября 1876 года войско Крука выступило на север. Выдвижение было настолько внезапным, что некоторые скауты оказались не готовы к нему. Лютер Норт позднее вспоминал: «Всё, что мы могли сделать, это снять лагерь и последовать за ними, и с этого времени до возвращения экспедиции мы никогда не знали, когда должны сняться с места». Внезапный отъезд генерала удивил даже Маккензи, который быстро собрал своих кавалеристов и направился следом. Армии Крука потребовалось три полных дневных перехода, чтобы преодолеть 130 км до форта Феттерман. Генерал и подразделение скаутов прибыли туда в ночь на вторник, 7 ноября, тогда как последние солдаты и фургоны добрались до форта только к девятому числу. Переход оказался утомительным, а погода холодной, ночью бойцы ставили палатки, используя для разжигания огня в переносных печках полынь и сухой бизоний помёт. После прибытия в форт Феттерман Крук и его люди в последующие дни занимались последними приготовлениями к экспедиции. Боеприпасы были розданы, оружие проверено, а фураж для кавалерии погружен в фургоны. Ричард Додж выдал довольствие пехотинцам, в том числе по три одеяла на человека, шинель, меховую шапку, перчатки и галоши. Весь лишний личный багаж следовало должным образом упаковать, идентифицировать и передать на попечение квартирмейстера форта, чтобы получить его по завершении похода. Аналогичные задания по упаковке и транспортировке одежды и снаряжения были даны кавалеристам. 11 ноября Додж направил 22 бойца в качестве эскорта для сопровождения припасов в кантонмент Рино, который строился в 120 км к северо-западу. 14 ноября армия Крука, полностью снабжённая и экипированная, самая многочисленная из всех армейских колонн, когда-либо действовавших в поле против индейцев в 1876 году, выступила в сторону Рино.
Индейские скауты возглавили колонну Маккензи, за ними двигалась кавалерия, готовая в случае необходимости отступить к пехоте. Подполковник Додж позднее так отзывался об армии Крука: «Я никогда не видел такого большого и хорошо оснащённого войска в индейской войне». Продвигаясь вперёд в поисках лагеря Неистового Коня, Крук и его офицеры не подозревали, что пересекаемые ими земли прилегали к тем, которые в то время занимало большое число северных шайеннов, союзников сиу на протяжении всего конфликта с армией США в 1876 году. Земли включали в себя нечётко определённые охотничьи угодья, предоставленные индейским племенам в соответствии с договором, заключённым в форте Ларами в 1868 году. Согласно этому договору северные шайенны имели право жить и охотиться на этой территории. Местность, через которую проходили войска, была знакома многим офицерам штаба Крука — большую часть её они прошли ранее во время предыдущих кампаний генерала. Бурк так описал эти земли: «Местность подходит для выпаса скота и может понравиться глазу ковбоя, но для обычного наблюдателя, особенно в зимний сезон, она не представляет ничего… пейзаж однообразен и непривлекателен». Иногда марш колонны пролегал через холмистую местность и солдатам приходилось с помощью верёвок тянуть фургоны вверх по склонам.
18 ноября экспедиция миновала остатки старого форта, который был заброшен в 1868 году после войны Красного Облака, и вскоре прибыла в новый кантонмент Рино, расположенный на западном берегу реки Паудер у подножия гор Бигхорн. Военный городок был построен по приказу Крука как часть подготовки к экспедиции и был предназначен служить пунктом снабжения войск. Там же колонна встретила Тома Косгроува и его скаутов-шошонов, которые находились в Рино уже три недели. Войска разбили лагерь в низине на восточном берегу ниже поста. В течение следующих трёх дней Крук и его офицеры завершали последние приготовления перед выступлением в индейские земли. Генерал выслал восемь арапахо и шесть лакота, снабдив их рационом на четыре дня. Скаутам было приказано искать враждебных индейцев у подножия гор Бигхорн, возвышающихся в 40 км к западу от нового поста. Скауты из этих племён были выбраны специально, так как Крук считал, что другие индейцы в этом районе знают о традиционном союзе лакота и северных арапахо и будут приближаться к ним без опасений.

### Инциденты в Рино
На следующий день, в воскресенье, в Рино произошли два инцидента. Один из них был связан с денежными выплатами солдатам, для чего прибыл казначей департамента майор Таддеуш Стэнтон. Выдача им денег солдатам вызвала в кантонменте вечер всеобщего пьянства. После раздавшихся в ту ночь в лагере пехотинцев выстрелов, Додж пожаловался генералу на неконтролируемую попойку. Крук не стал отдавать распоряжение о закрытии лавки торговца и в итоге это сделал капитан Поллок. Бурк писал, что «деградировавший негодяй был пойман за продажей виски солдатам и индейцам, его повозку конфисковали, а бочки вскрыли». Один солдат ушёл пьяным в ночную бушующую метель и на следующий день был найден замёрзшим насмерть.
Другое дело касалось индейских скаутов экспедиции и заключалось в попытках Крука вынудить их ладить друг с другом, чтобы внести свой вклад в предстоящем походе. Общение между скаутами и командованием облегчали четыре переводчика. Тот факт, что некоторые племена в последнее время не только сражались с американской армией, но и придерживались старой вражды друг против друга, вызывал у многих солдат и офицеров неприятные ощущения, а некоторые из них относились к своим индейским союзникам и вовсе пренебрежительно. Напряжение между скаутами пауни и лакота не уменьшалось, а однажды лишь вмешательство братьев Норт предотвратило вооружённое столкновение между ними. Утром 19 ноября, чтобы избежать подобных инцидентов, Крук собрал всех индейских скаутов перед своим штабом. Все скауты, кроме лакота и шайеннов, носили американскую форму рядовых солдат. В своих словах, которые нужно было переводить для каждого представленного племени, генерал подчеркнул единство и дружбу между всеми членами экспедиции для общего блага и призвал всех индейских скаутов надеть униформу. Крук сказал, что им следует научиться разводить скот, заниматься земледелием и жить в домах, как белые люди. Далее он предостерёг скаутов от бездумной траты боеприпасов, а затем напомнил о необходимости того, чтобы они забыли прошлые обиды, обменялись рукопожатием и стали друзьями.
Несколько индейцев отреагировало на речь Крука красноречиво и с покорностью, последнее особенно отражало то, что лакота и шайенны понимали — их семьи, находившиеся в резервации, фактически были заложниками, гарантирующими преданность скаутов. После генерала выступили вожди восточных шошонов и банноков, за ними речи произнесли оглала Три Медведя, первый сержант роты В, и Острый Нос, наиболее влиятельный воин среди северных арапахо и первый сержант роты А. Они заявили о лояльности Круку и просили справедливого отношения к своим сородичам в агентствах. Вождь пауни также обратился к собравшимся, подчеркнув расовую общность всех скаутов и призвал всех быть хорошими друзьями. Со времени встречи отношения между скаутами различных племён заметно улучшились. Шошоны, плохо знавшие пауни, особенно сблизились с ними, узнавая от них новости о родственных им команчах.

### Новый план Крука
21 ноября кавалерийские части продвинулись на три километра вниз по реке Паудер и устроили бивак. В тот день произошли события, которые в конечном итоге перенаправили усилия Крука от Неистового Коня к цели, находящейся гораздо ближе к местоположению его войска в данный момент. Скауты лакота и арапахо, которых генерал отправил на поиски лагерей враждебных индейцев, вернулись с пленником. Молодой шайенн, которого звали Много Бобровых Запруд, потерял бдительность после того, как скауты экспедиции, ехавшие в своей традиционной одежде, сказали ему, что являются военным отрядом, отправившимся воевать с шошонами. Юноша поделился последними новостями, а также описанием мест последних стоянок различных индейских лагерей, в том числе лагеря северных шайеннов в горах Бигхорн. Получив информацию, скауты схватили и связали молодого шайенна, а затем направились к кантонменту Рино. Крук устроил допрос пленнику, но его ответы к тому времени стали преднамеренно противоречивыми и расплывчатыми, хотя он признался, что живёт в небольшом лагере из пяти типи недалеко от истока реки Крейзи-Вумен-Крик и его отсутствие, вероятно, уже встревожило его сородичей и вынудило бежать на север, чтобы присоединиться к Неистовому Коню. На следующее утро Крук отдал приказ всей колонне выступить из военного городка Рино. Огромная численность экспедиции по сравнению с предыдущими кампаниями давала уверенность большинству офицеров в успехе предприятия.
По указанию Крука колонна отклонилась от Бозменского тракта и продвинулась на восток, чтобы продолжить марш вдоль ответвления старой дороги снабжения, которая пролегала между фортом Ларами и фортом Фил-Карни в северном направлении. Войска прошли около 40 км и вышли на южную развилку реки Крейзи-Вумен-Крик, где Крук сделал остановку. Всё ещё намереваясь нанести удар по Неистовому Коню, чей лагерь, как предполагал генерал, находился в 160 км к северу, Крук приказал капитану Джону Фьюри оставить обоз с припасами около реки, в то время как караван вьючных мулов, гружёных пайками на десять дней, должен был двинуться на следующее утро с войсками. Однако цель Крука изменилась вскоре после рассвета 23 ноября. Скаут-шайенн Сидящий Медведь, посланный Маккензи из Кэмп-Робинсона в октябре, чтобы собрать информацию об индейцах Неистового Коня, появился в лагере Крука. Он рассказал, что побывал в лагере оглала, а затем уехал искать стойбища северных шайеннов. По пути он столкнулся с отбившимся от своей группы Много Бобровых Запруд. Сидящий Медведь также рассказал, что обитатели небольшого лагеря, к которым принадлежал шайеннский юноша, бежали, чтобы присоединиться к Неистовому Коню. Кроме того, скаут узнал, где находится большой лагерь северных шайеннов Тупого Ножа и Маленького Волка. Полагая, что лагерь Неистового Коня теперь будет предупреждён о приближении американской армии, генерал принял решение найти шайеннский лагерь, который находился значительно ближе. Рэналд Маккензи получил приказ двинуться на юго-запад к истоку Крейзи-Вумен-Крик, вступить в горы и найти лагерь северных шайеннов, а затем атаковать его и уничтожить.
В соответствии с приказом 23 ноября кавалерийский батальон и все индейские скауты последовали по южной развилке Крейзи-Вумен-Крик в направлении гор Бигхорн. Разделённая на эскадроны под командованием капитана Мака и майора Гордона, колонна состояла из десяти рот 3-го, 4-го и 5-го полков — рота К 2-го полка осталась с Круком — плюс индейские скауты, всего около 1100 человек. Индейцы находились под общим командованием лейтенантов Кларка и Дилейни, хотя де-факто скаутами-пауни руководили братья Норт и Кашинг, а за восточных шошонов отвечал Том Косгроув. Джон Грегори Бурк вызвался отправиться с Маккензи и был прикомандирован к штабу полковника. Вслед за уходящей колонной следовал вьючный караван из 250 мулов, на которых перевозили необходимые боеприпасы, одеяла и провизию. Колонна проследовала на юго-запад, прежде чем остановиться на ночь примерно в 19 км от центральных гор хребта Бигхорн. Немного передохнув, отряд из четырёх лакота и четырёх арапахо выехал с приказом найти лагерь северных шайеннов. Вскоре за ними последовала большая группа скаутов пауни и шошонов. На следующее утро войско Маккензи покинуло лагерь и продолжило путь.

## Положение северных шайеннов

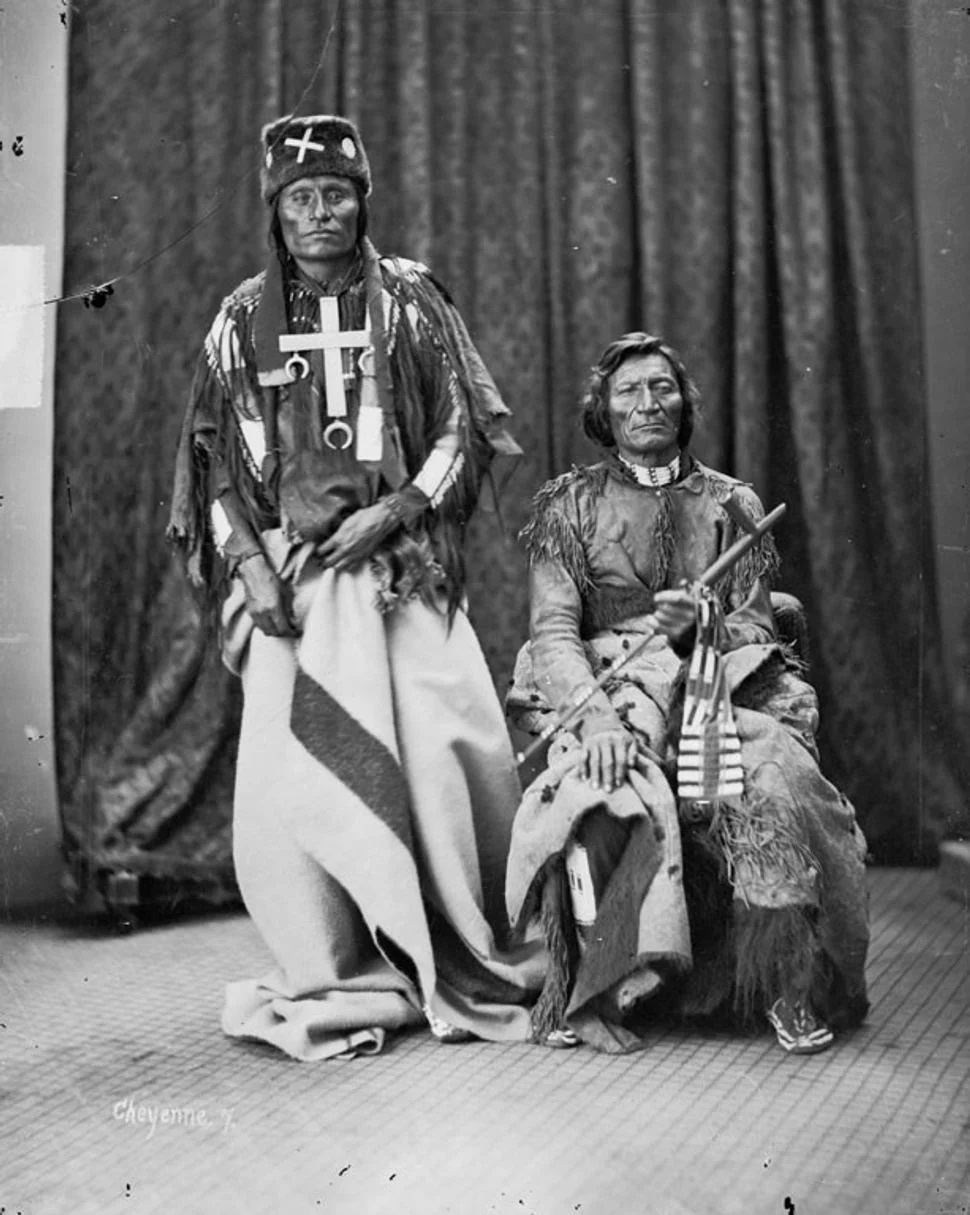
Маленький Волк и Утренняя Звезда (Тупой Нож), вожди северных шайеннов, 1873 год. Фотограф Уильям Генри Джексон

Подобно другим племенам Великих равнин, северные шайенны в 1851 году подписали договор в форте Ларами, соглашение, призванное ограничить индейцам доступ в районы массового движения белых переселенцев, уступив собственные территории. Однако многие обещания американского правительства остались невыполненными и не все общины каждого племени участвовали в подписании договора, что впоследствии надолго создало неразбериху. Более того, сиу, шайенны и арапахо начали оказывать сопротивление вторжению евроамериканцев на те земли, которые они считали своими. Продолжающаяся экспансия белых людей положила начало периоду вооружённых конфликтов между этими племенами с одной стороны, и американской армией, с другой. Северные шайенны сыграли важную роль в Войне Красного Облака, вспыхнувшей после попыток властей США установить военное присутствие на Бозменской тропе. По новому соглашению 1868 года северные шайенны продолжали занимать территорию между горами Бигхорн на западе и Блэк-Хилс на востоке. Среди их вождей во второй половине XIX века выделились два лидера — Утренняя Звезда, более известный среди евроамериканцев как Тупой Нож, и Маленький Волк, способные направлять свой народ, будучи стойкими защитниками традиционного образа жизни.
В начале 1876 года, когда армия США начала боевые действия против сиу, некоторые северные шайенны охотились на юго-востоке Монтаны в районе реки Паудер. 17 марта войско Джозефа Рейнолдса атаковало индейское селение, в котором находились северные шайенны и оглала. После этого нападения северные шайенны объединились с остальными племенами лакота в борьбе за свои земли. Давление со стороны правительственных индейских агентов с целью вынудить их переселиться к своим южным сородичам, в сочетании с известиями о боевых действиях с их свободными родственниками на севере, побудило многих северных шайеннов, живших в резервации, покинуть агентство Красного Облака и отправиться в район реки Паудер, чтобы поддержать соплеменников. В конце июля многие общины остались около гор Бигхорн, на не уступленной по договорам территории. Там они охотились и готовились к зиме так же, как и в предыдущие годы.
Несмотря на надежды Крука и Маккензи на то, что их продвижение не было обнаружено северными шайеннами, на самом деле индейские разведчики отслеживали передвижение войск с тех пор, как они покинули Кэмп-Робинсон. Однако им не было известно, что скауты Крука захватили Много Бобровых Запруд, который сообщил арапахо, где располагается лагерь Тупого Ножа и Маленького Волка. Поэтому, когда армия США вышла из Рино и направилась на север, шайенны посчитали, что Крук отправился на поиски Неистового Коня. Они не могли знать, что Сидящий Медведь передал последние новости о местонахождении их лагеря. Передвижение американского войска на север, а не на запад, дало северным шайеннам облегчение, уменьшило их опасения и укрепило чувство безопасности, которое в конечном итоге оказалось неоправданным. В лагере присутствовали два самых важных святых человека племени, хранители двух главных святынь — Чёрная Волосатая Собака, хранитель Священных Стрел, и Угольный Медведь, хранитель Священной Шапки. В общей сложности лагерь насчитывал до двенадцати сотен человек, включая до трёхсот воинов, и состоял из 173 палаток, расположенных в юго-западной части обнесённого стеной каньона, протянувшегося вдоль реки Ред-Форк. Для северных шайеннов это место было идеальным убежищем от холодных северных ветров и давало дополнительное преимущество в ходе войны 1876 года, обеспечивая визуальную защиту от войск США в этом районе.
24 ноября северные шайенны узнали о приближении солдат. Один из воинов спустился к реке Паудер в поисках своих лошадей и увидел людей, угонявших их. Он вернулся в лагерь и сообщил об увиденном. В то же утро слепому шайенну по имени Бузина, самому почитаемому в племени святому человеку после хранителей святынь, пришло видение, в котором солдаты и индейские скауты приближаются и атакуют лагерь с востока. Бузина тут же попросил сына распространить весть о грядущей опасности. Некоторые люди стали собирать всё необходимое и седлать лошадей. Но Последний Бык, предводитель военного общества Солдат-лис, высказался против этого, сказав: «Мы останемся здесь и будем сражаться». Он также приказал людям не спать, а танцевать всю ночь в честь недавней победы над восточными шошонами, один из лидеров племени был полон решимости отпраздновать это событие. Раздвоенный Нос Вороны, лидер другого военного общества, Скребков из лосиного рога, сказал ему, что нужно укрыть женщин и детей, но Последний Бык настаивал на своём. Так было принято решение всем оставаться на месте, несмотря на признаки неминуемого нападения. Танцы продолжались всю ночь и лишь перед рассветом люди начали расходиться по палаткам.

## Сражение

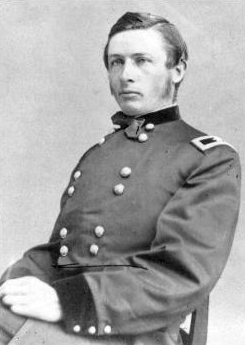
Рэналд Маккензи, 1864 г.

### Марш-бросок Маккензи
24 ноября колонна Маккензи прошла около 16 км, когда вдали показались скауты-арапахо. Приблизившись к солдатам, они закружили на своих лошадях, издавая пронзительные вопли, давая знать, что лагерь шайеннов обнаружен. Когда другие скауты увидели этот сигнал, они быстро вскочили на своих боевых коней и помчались им навстречу. Офицеры кавалерии неверно истолковали происходящее, решив, что их атакуют шайенны, и в ожидании столкновения отдали приказы солдатам встать цепью и приготовиться к стрельбе. Но развёртывание вскоре было отменено, так как офицеры выяснили, что происходит.
Скауты сообщили, что лагерь находится примерно в 24 км к югу. Маккензи немедленно остановил колонну, чтобы дождаться темноты, прежде чем двинуться к лагерю. Полковник запретил своим людям разводить костры и курить сигареты, он решил разместить свои войска под прикрытием выступающего уступа скалы, совершить ночной марш-бросок и атаковать лагерь на рассвете. План Маккензи по нападению на северных шайеннов был в русле его опыта, накопленного годами кампаний против индейцев на фронтире. Умный, но вспыльчивый и раздражительный, он был упорным противником на войне, стойким приверженцем дисциплины и автократом, которого боялись, а временами даже ненавидели его подчинённые. Перевод Маккензи с его полком на Северные равнины после разгрома при Литл-Бигхорне свидетельствовал о высокой оценке способностей полковника в Военном департаменте Соединённых Штатов.
Войска пришли в движение с наступлением сумерек около 16 часов. Все предметы, перевозимые на сёдлах солдат, следовало надёжно закрепить, чтобы не производить шума, были отданы приказы разговаривать только шёпотом. Оставив фургоны с Круком, солдаты двигались в лёгком походном порядке. Они были одеты в смесь военной и зимней гражданской одежды, чтобы защититься от морозов. В качестве вооружения у каждого солдата имелся карабин Springfield. В пристёгнутой к ремню на талии кобуре боец носил револьвер Colt Single Action Army и патроны для карабина в грубо сшитой ленте. Каждый солдат также вёз лёгкую саблю образца 1858 года в ножнах на сабельном ремне. Ещё одной необходимой вещью, прикреплённой к ремню, был охотничий нож в ножнах. Каждый солдат и скаут также имел собственное оружие по выбору, если оно у него было. Имея хорошо обученное и оснащённое войско, полковник планировал применить знакомую армейскую тактику — быстрое и дерзкое нападение на спящий лагерь, чтобы застать его обитателей врасплох, вселить в них страх и подавить психологически, прежде чем они смогут прийти в себя и эффективно защитить свои жилища и собственность. Сам Маккензи ранее успешно использовал подобный сценарий против враждебных индейцев на юге Великих равнин.
Марш-бросок стал более тяжёлым, когда колонна начала подъём по извилистым тропам в горы. Солдаты продвигались вперёд, ориентируясь по восходящей луне и звёздам, пробираясь через узкие ущелья, преодолевая скалистые холмы и часто переходя вброд холодные и бурные горные потоки. Лютер Норт вспоминал, что последовавший марш был самым трудным, когда-либо совершавшимися скаутами-пауни. Колонну возглавляли скауты с лейтенантом Кларком, впереди них ехал арапахо Острый Нос, знавший местность лучше остальных. Полковник и кавалерия следовала за ними, а вьючный караван замыкал колонну. Войско достигло обрамлённой высокими скалами широкой долины, а затем — более труднопроходимой местности, и кавалеристам часто приходилось спешиваться и вести своих лошадей в одну шеренгу. Марш продолжался в такой манере и в некоторых местах колонна растягивалась на несколько километров. Первый лейтенант Генри Лоутон позже писал: «В нашем темпе мы преодолевали одну милю за три часа». Наконец, обозначенный ехавшими впереди скаутами маршрут резко повернул вправо, и солдаты оказались у реки Ред-Форк. Индейские скауты всё время уезжали и возвращались к колонне с последними сведениями о лагере шайеннов и по мере приближения войска к цели некоторые из разведчиков слышали, как бой барабанов в отдалении на западе перекрывал шум речных вод. Маккензи был поставлен в известность о том, что в индейском лагере происходит веселье с танцами. Опасаясь, что его кавалеристы могут наткнуться на засаду, полковник приказал индейским скаутам первыми войти в каньон якобы для того, чтобы захватить и угнать шайеннских лошадей. Историк Джером Грин писал, что этот приказ характеризует Маккензи как типичного американского офицера XIX века, который испытывал мало уважения к своим индейским союзникам.
Войско Маккензи:

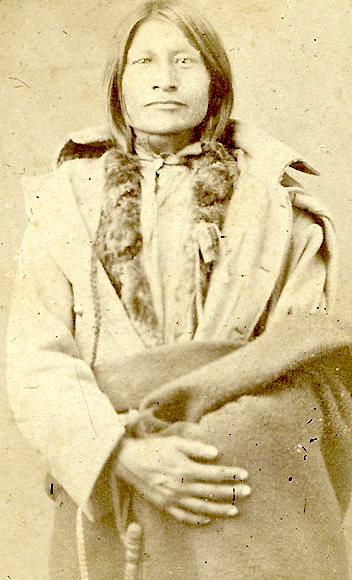
Первый сержант Три Медведя, скаут-лакота

Полковник Рэналд Маккензи, квартирмейстер первый лейтенант Генри Лоутон, адъютанты первый лейтенант Джозеф Дорст и капитан Джон Грегори Бурк (временно)
- Первый батальон, майор Джордж Гордон, адъютант второй лейтенант Огастус Тайлер
  - рота Н 5-го кавполка, капитан Джон Хэмилтон, второй лейтенант Эдвин Эндрюс
  - рота К 3-го кавполка, капитан Джеральд Рассел, первый лейтенант Оскар Элтинг и второй лейтенант Джордж Додд
  - рота F 4-го кавполка, капитан Уирт Дэвис, второй лейтенант Дж. Уэсли Розенквест
  - рота L 5-го кавполка, капитан Альфред Тейлор, первый лейтенант Эдвард Уорд и второй лейтенант Хомер Уилер
  - рота Н 3-го кавполка, капитан Генри Уэсселс, второй лейтенант Чарльз Хэммонд
  - рота М 4-го кавполка, первый лейтенант Джон Маккинни, второй лейтенант Харрисон Отис
- Второй батальон, капитан Кларенс Мак, адъютант первый лейтенант Уэнз Миллер
  - рота D 4-го кавполка, капитан Джон Ли, второй лейтенант Стэнтон Мейсон
  - рота I 4-го кавполка, капитан Уильям Хемфилл, второй лейтенант Джеймс Эллисон
  - рота В 4-го кавполка, первый лейтенант Чарльз Каллахан
  - рота Е 4-го кавполка, первый лейтенант Фрэнк Шумейкер, второй лейтенант Генри Беллас
- Скауты, первый лейтенант Уильям Кларк[англ.], второй лейтенант Хейден Дилейни
  - рота А, первый лейтенант Уолтер Хау, первый сержант Острый Нос
  - рота В, второй лейтенант Джеймс Джонс, первый сержант Три Медведя
  - скауты-пауни, капитан Фрэнк Норт, первый лейтенант Лютер Норт, второй лейтенант Силванус Кашинг
  - скауты-шошоны, капитан Том Косгроув, второй лейтенант Уолтер Скайлер, старший сержант Конайя
  - белые скауты, Фрэнк Груард[англ.]

### Нападение на лагерь
Атака на лагерь началась на рассвете 25 ноября. Когда горнист подал сигнал к атаке, индейские скауты устремились вперёд, за ними последовали кавалеристы. Скауты были расставлены в следующем порядке: пауни впереди, за ними шошоны и банноки, а затем арапахо, лакота и шайенны. По мере того как становилось всё светлее, солдаты и скауты впервые смогли рассмотреть долину Ред-Форк. Кавалерия рысью двинулась в каньон, выступив из тополиной рощи и следуя по северному берегу реки. Два скаута лакота и переводчики Пурье и Гарнетт, быстро продвинулись вперёд, обгоняя остальных. Скоро они оказались среди табуна шайеннских лошадей, где спустя мгновение столкнулись с одиноким воином, следившим за животными. Шайенн вскинул револьвер и выстрелил в скаутов, после чего развернулся и быстро побежал в лагерь. Вскоре появились другие шайенны и атаковали четверых скаутов. Основные силы индейских скаутов тем временем вошли в долину на южной стороне Ред-Форк, согласно приказу Маккензи, но вскоре обнаружили, что местность перед ними практически непреодолима. Территория между рекой и резко возвышающейся местностью на юге была настолько тесной, что скаутам пришлось передвигаться цепочкой один за другим. Увидев, что индейцы продвигаются гораздо медленнее, чем предполагалось, полковник через одного из нескольких пауни, которых держал рядом с собой, приказал Фрэнку Норту переправиться к кавалерии. Капитан подчинился, поведя своих людей вниз к реке. Это перемещение отняло драгоценное время в пробивающемся дневном свете. Годы спустя Лютер Норт говорил, что эта задержка позволила северным шайеннам увести большую часть женщин и детей из лагеря в скалистые холмы до того, как войска нанесли удар.
Женщины с трудом продвигались вперёд... Некоторые тащили за руки или несли детей. Все кричали от страха. Я наткнулся на женщину, которая несла на спине тюк, а под мышкой — маленькую девочку, а девочка постарше вцепилась в её свободную руку... Я предложил взять кого-нибудь из детей... Я вывез детей в безопасное место, а затем вернулся на поле боя.
Кавалеристы продолжили движение по мере того, как их постепенно нагоняли пауни. Шошоны и банноки не стали пересекать реку, а последовали за лейтенантом Уолтером Скайлером вверх по склону холма высотой более 150 метров, который простирался на километр вдоль южной стороны Ред-Форк. С его крутой северной стороны открывался вид на весь лагерь, а его западная и северо-западная оконечности были обращены к районам возможного маршрута бегства северных шайеннов. Когда пауни и шошоны отклонились от маршрута, только арапахо, лакота и скауты-шайенны под командованием Кларка и Дилейни двинулись вперёд в лагерь, как и предполагалось изначально.
Шошоны и банноки въехали в горы и заняли позиции на вершине скал. Оттуда они открыли огонь по шайеннам, пытавшимся покинуть дальнюю сторону лагеря. Первоначальное продвижение войск вверх по долине было неуверенным из-за темноты и неровностей местности, и кавалеристы были вынуждены несколько раз спешиваться, чтобы пересечь встреченные на пути овраги. Примерно в 800 метрах от индейского лагеря Маккензи послал Бурка направить батальон майора Гордона вперёд, оставив в резерве людей капитана Кларенса Мака. Сам полковник поехал впереди со своим штабом во главе первого батальона. Переправившись через реку, пауни бросились в атаку вместе с солдатами. Северные шайенны открыли по ним огонь с высившихся впереди хребтов. Самые тяжёлые потери обороняющиеся понесли, когда пауни первыми ворвались в лагерь и стали убивать всех без разбора на своём пути. Как только Фрэнк Норт въехал в лагерь, мальчик-шайенн выскочил перед его лошадью и вскинул старое дульнозарядное ружьё, но капитан выстрелил первым и убил его. Позже выяснилось, что мальчик был одним из сыновей Тупого Ножа. Скауты-пауни, по указанию Норта, скальпировали юного шайенна. Пауни обнаружили многие типи уже пустыми. Они спешились и поднялись на холм, с которого начали стрелять по шайеннам, прикрывавшим бегство женщин и детей. Группа солдат под командованием Джона Маккинни атаковала лагерь на правом фланге. Приблизившись к нему, они внезапно попали под огонь нескольких шайеннов, занявших позицию в овраге. Маккинни был почти мгновенно застрелен. Когда солдаты роты М стали отступать, к ним подоспели кавалеристы роты Н под командованием капитана Уэсселса. Незамедлительные действия Генри Уэсселса спасли поколебавшийся отряд от возможного уничтожения. Несколько бойцов вынесли тело Маккинни в тыл. Первый лейтенант был не единственной жертвой среди нападавших. Было убито несколько солдат, многие получили серьёзные ранения. Раненых вывели с поля боя и разместили за высоким холмом, где ими занялся медицинский персонал.

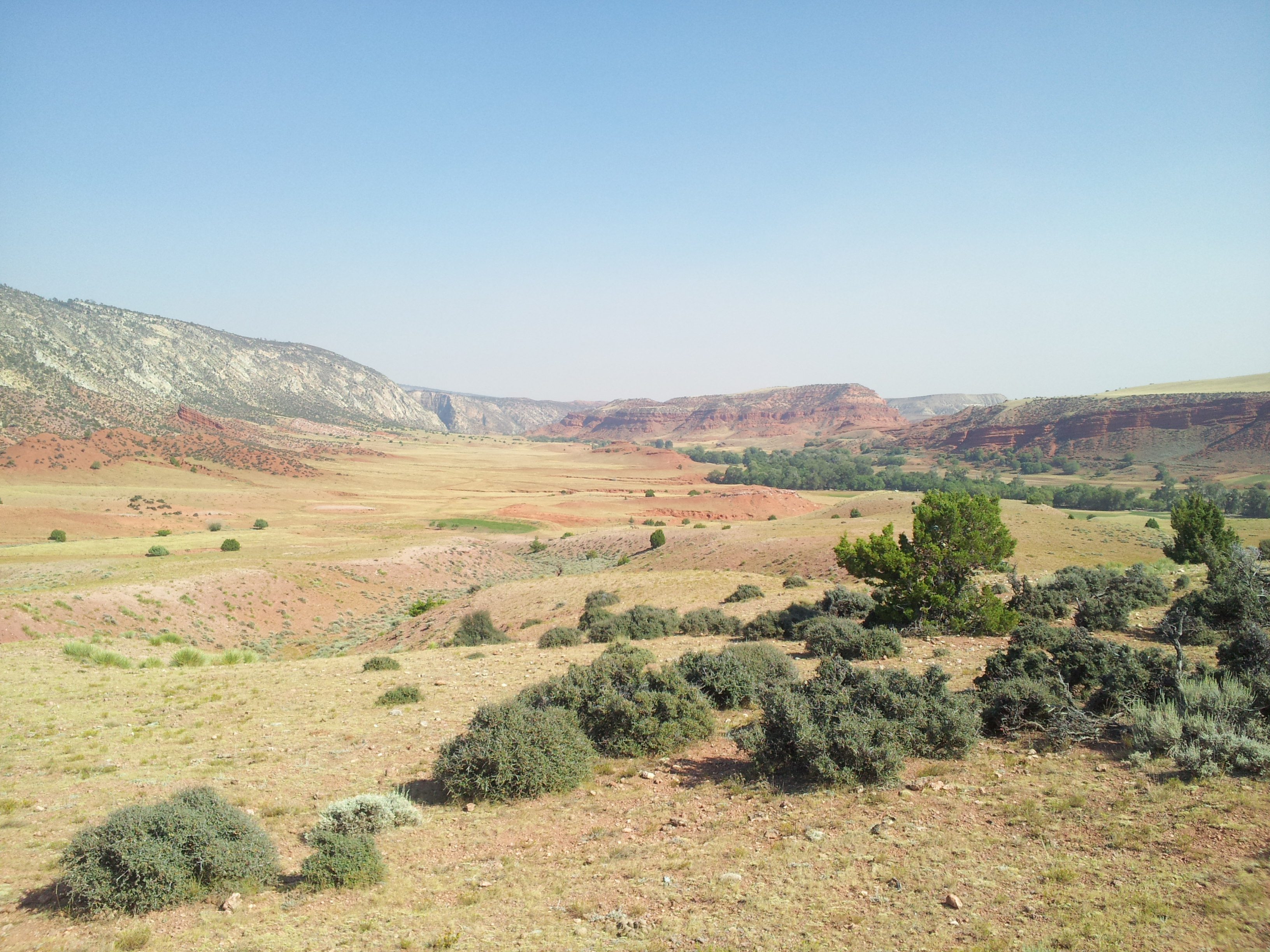
Поле боя, вид на восточную часть каньона

Далее события развивались быстро и беспорядочно. Солдаты двух рот, перемещавшиеся отдельными, неконтролируемыми группами, двинулись в овраг и открыли яростный огонь, убив нескольких индейцев. Маккензи, мгновенно оценив ситуацию, приказал Гордону послать роты Джона Хэмилтона и Уирта Дэвиса для поддержки подразделений Уэсселса и Отиса. Джордж Гордон лично сопровождал эти роты, чтобы помочь оттеснить индейцев в северном направлении и захватить часть табуна. Бой вдоль этой линии происходил настолько вплотную с противником, что солдаты сцеплялись в яростных рукопашных схватках с северными шайеннами и подвергались обстрелу их воинов с западного направления. Ситуация исправилась в лучшую сторону для кавалеристов только после того, как шошонам и баннокам во главе с Уолтером Скайлером удалось открыть по обороняющимся прицельный огонь с расстояния, закрепившись на вершине холма. Когда солдаты смогли вытеснить индейских воинов к северу примерно на полкилометра, Маккензи отправил роту капитана Хемфилла из резервного второго батальона в свободное пространство слева от них. Однако шквальный огонь шайеннов вскоре вынудил солдат роты I отступить. В какой-то момент одинокий шайенн вышел из своего укрытия и стал танцевать примерно в 270 метрах перед солдатами. Прогремело много выстрелов, пока кавалеристам удалось наконец-то убить индейца. После того как подразделения Хемфилла и Хэмилтона смогли захватить вершины двух холмов, рота капитана Тейлора пронеслась через лагерь, отогнав всех оставшихся шайеннов в западной его части и заняв утёсы к юго-западу от него. За этим последовало быстрое прибытие резервов Кларенса Мака, которые, спешившись, забрались на утёсы на западе и заняли высоту, господствующую к северу и западу от лагеря. Это была критически важная позиция и её занятие было обязательным условием окончательного контроля сил Маккензи над сражением.
Постепенно бой перерос в дуэль с дальнего расстояния между расположившимися за холмами и гребнями к востоку от оврага солдатами и шайеннами, укрывшимися за скалами к западу, у подножия северной горной гряды. Как впоследствии заметил Лютер Норт, «Я сомневаюсь, что после первой атаки на лагерь было убито много индейцев, хотя мы весь день вели с ними перестрелку». В течение часа после атаки Маккензи большинство шайеннов-нонкомбатантов пробилось через овраги к западным углублениям каньона. Чтобы отвлечь солдат от беглецов, двое воинов вышли из укрытия и не спеша прошли всего в двадцати метрах от бойцов полковника, привлекая их огонь на себя, в то время как многие женщины и дети ускользнули из каньона. Оба шайенна остались невредимы. Удручённые потерей своих лошадей, шайенны из-за скал и гребней продолжали вести по солдатам сильный огонь, который в течение дня постепенно ослабевал. Они постоянно перемещались, ища удобные точки на пересечённой местности, откуда они могли бы поразить солдат и скаутов. Маккензи, оценив ситуацию, отказался атаковать индейцев в неблагоприятных условиях, поскольку это значительно увеличило бы потери среди его людей. В середине дня полковник приказал прекратить стрельбу, так как индейские воины отошли за пределы досягаемости карабинов. Сражение длилось весь день.

### Уничтожение лагеря
Во второй половине дня Маккензи приказал Фрэнку Норту и скаутам-пауни уничтожить лагерь северных шайеннов. Целью этого было ещё сильнее деморализовать всё ещё отказывающихся покидать свои укрытия воинов. В ходе уничтожения лагеря, продлившегося и на следующий день, выяснилось, что шайенны оставили большое количество боеприпасов, что объясняет ослабление огня воинов в течение дня. Пауни снесли типи и использовали палаточные шесты в качестве дров. В огонь они побросали одежду, оружие, бизоньи шкуры, сушёное мясо и прочий скарб. Шайенны беспомощно наблюдали со скал, как уничтожалось их имущество.
Без еды, одежды, оружия и боеприпасов северные шайенны оказались в отчаянном положении. Абсолютное большинство были пешими, и у них не было палаток, лишь некоторые смогли захватить несколько одеял. Одна из беглянок, вспоминала позднее: «Несколько дней мы утопали в снегу. Мужчины умирали от ран, женщины и дети замерзали насмерть». Некоторые воины пытались раздобыть одежду для женщин и детей, но солдаты и скауты были повсюду. Впоследствии Джон Грегори Бурк отметил храбрость и отвагу противников, а Лютер Норт написал другу, что северные шайенны были «самыми храбрыми людьми, которых я когда-либо видел». Среди бесценных артефактов, утерянных при уничтожении лагеря, помимо самих типи, многие из которых имели на покрышках пиктографические рисунки, была обширная коллекция произведений искусства, имеющихся в лагере такого размера — часть материальной культуры шайеннов. Помимо тысячи различных шкур животных, там были каменные молотки, одежда религиозного значения, священные предметы и связки. Была сожжена Священная Кукуруза, восходящая к эпохе формирования племени. Как вспоминал Бурк, были уничтожены «многие продукты туземного вкуса и мастерства, которые могли бы стать жемчужинами за стеклом музейных шкафов». К счастью для племени, Священная Шапка и Священные Стрелы уцелели, спасённые их хранителями во время атаки американского войска. В палатках солдаты и скауты обнаружили множество свидетельств того, что большое количество воинов этого лагеря принимали участие в уничтожении сил Кастера. Были найдены письма, фотографии, часы и униформа, принадлежащие кавалеристам 7-го полка. Также были обнаружены ужасающие трофеи — ожерелье, сделанное из человеческих пальцев, и сумка из оленьей кожи, в которой находились правые кисти двенадцати шошонский детей. Узнав об этом, скауты-шошоны разразились долгими траурными криками. Утром 26 ноября уничтожение лагеря было завершено.

## Завершение экспедиции
Закончив уничтожение индейского лагеря, войско Маккензи приготовилось выдвинуться в направлении колонны Крука. Около полудня солдаты и скауты начали двигаться через тот же перевал на восточном конце каньона, через который они вошли сюда перед нападением. Когда армия покинула долину Ред-Форк, несколько северных шайеннов вернулись на руины лагеря и запели скорбные песни. Марш войска выдался изнурительным из-за недавнего снегопада. Как писал Бурк, «путь стал скользким от отпечатков сотен копыт, а там, где его пересекали глубокие овраги, почти непроходимым». Вечером того же дня солдаты расположились лагерем вдоль северного берега Ред-Форк. Индейские союзники перед сном устроили Танец Скальпов. 27 ноября колонна Маккензи выдвинулась около десяти утра, направляясь на север, повторяя собственный маршрут. Многие из армейских лошадей, измученные действиями последних нескольких суток, совсем выбились из сил и были застрелены по пути. На протяжении всего марша индейские скауты держались отдельными группами по племенам. Через два дня кавалерия Маккензи нагнала оставшуюся часть армии Крука. Разбив бивак, солдаты, скауты и офицеры узнали, что генерал решил перевезти раненых в кантонмент Рино, а затем отправиться на север на поиски враждебных лакота. На следующий день, 30 ноября 1876 года, состоялись похороны погибших в бою участников экспедиции.
После возвращения в Рино 2 декабря солдаты и скауты встали лагерем к югу-востоку от поста. Лошади и мулы были измучены долгим переходом по труднодоступной местности. Погода окончательно испортилась — регион захлестнули снежные бури, от которых страдали люди и животные. На следующий день Крук отдал приказ к выступлению. В течение следующих нескольких недель он отправлял скаутов вдоль рек Белл-Фурш и Паудер, но они не встретили враждебных индейцев, и результатом этих операций стало лишь изнеможение людей и животных. Действия генерала и его приказы утомили офицеров и весь личный состав. У подполковника Доджа возникли сомнения относительно конечной цели маршрута Крука, он писал: «Я не верю, что у него есть какие-то определённые планы или виды на будущее… действия его убеждают меня, что у него либо нет никакого плана, либо он очень плохо составлен».
Во время разведки в районе реки Белл-Фурш в результате экстремального холода войска потеряли много лошадей. Вьюги и бураны сделали разведывательные операции практически невозможными. Было так холодно, что, по словам репортёра Роша, «нельзя было нажать на спусковой крючок без риска отморозить пальцы». Постепенно всем участникам кампании стало понятно, что успешная атака на лагерь северных шайеннов, скорее всего, останется главным событием экспедиции. Отсутствие информации от разведывательных отрядов убедило Крука в том, что если большие враждебные лагеря ещё и существуют, то они слишком удалены, чтобы их можно было обнаружить и атаковать, принимая во внимание состояние его войска. Провизии оставалось всего на две недели. Скауты-лакота Три Медведя, Быстрый Гром и арапахо Острый Нос сыграли важную роль в том, чтобы убедить генерала завершить кампанию — среди прочего, они обещали повлиять на враждебные группы индейцев и уговорить их весной следующего года прийти в резервацию. 22 декабря экспедиция Крука начала обратный путь в форт Феттерман. Из-за низких температур поход проходил чрезвычайно трудно. Люди и лошади сильно пострадали из-за суровых погодных условий. Некоторые солдаты и офицеры отморозили себе пальцы на руках и ногах. 29 декабря колонна прибыла в форт Феттерман.

## Итоги и последствия

### Итоги

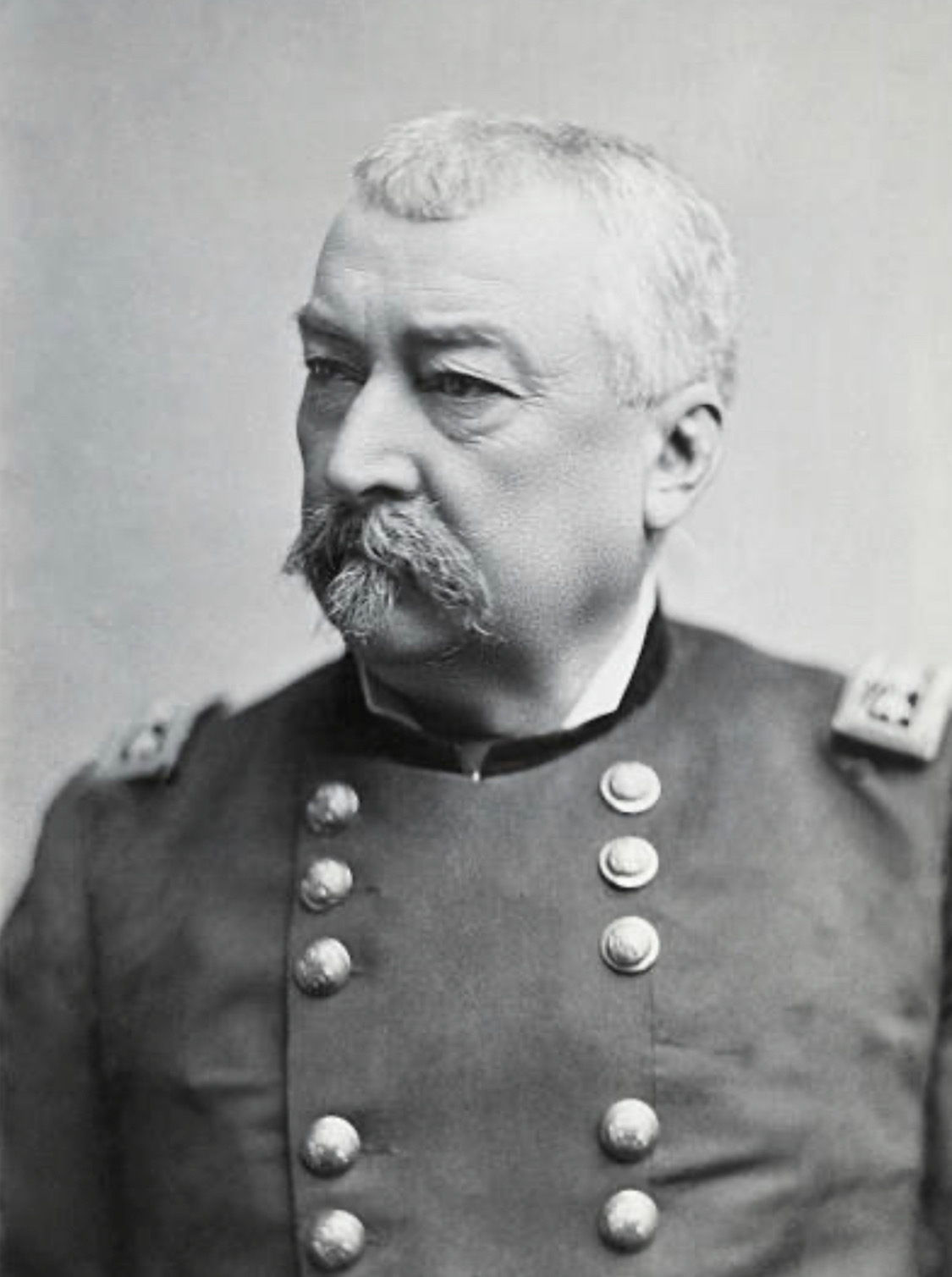
Генерал Филип Шеридан, 1880-е годы. Фотограф Мэтью Брейди

Рэналд Маккензи остался доволен действиями индейских скаутов, особенно пауни. Через два дня он раздал им часть захваченных лошадей, выделив пауни несколько дополнительных. Сам полковник после боя находился в подавленном состоянии и считал неудачным итоговый исход сражения. Позже он признался Ричарду Доджу, «что, по его мнению, он с возрастом деградировал как солдат, что он был дураком и должен был захватить каждого индейца, что он считал всё это полным провалом». Подполковник вспоминал: «Он говорил как сумасшедший и сказал офицерам, что если бы у него хватило смелости, он бы вышиб себе мозги из револьвера». С точки зрения Крука, нападение на северных шайеннов стало крупным успехом, и он остался доволен действиями Маккензи. По мнению генерала, помимо разорения, которое обрушилось на индейцев в результате атаки, они испытали невыразимые страдания при последующих действиях и бегстве.
Новости о нападении Маккензи на лагерь северных шайеннов разошлись заголовками газет по всем Соединённым Штатам. Через два дня после атаки полковника написанное на поле боя донесение репортёра Джерри Роша было телеграфировано из форта Феттерман в редакцию газеты New York Herald, где оно появилось в выпуске от 29 ноября 1876 года. Другие газеты взяли описание произошедшего из Herald, которая была единственной газетой с репортёром, непосредственно присутствующим на месте событий. В депешах, отправленных Шеридану и Шерману, Крук отметил «выдающиеся достижения Маккензи и храбрость солдат под его командованием» и добавил, что «это нанесёт ужасный ущерб силам враждебных индейцев». Главнокомандующий армией США Шерман выразил признательность «храбрым солдатам и офицерам, которые сражаются с дикарями в самом суровом регионе нашего континента», и поручил Шеридану «передать Круку и Маккези мои поздравления».
Если нападение на шайеннский лагерь было удостоено похвалы от Шеридана и Шермана, то многие действия Крука они подвергли критике, при этом использование руководителем экспедиции индейских скаутов было сочтено успешным. Шеридан остался недоволен большими транспортными расходами экспедиции, которые составили 60 000 долларов в месяц, что более чем вдвое превысило первоначальную стоимость. В своём рапорте от 8 января 1877 года Крук назвал причинами завершения своей кампании «чрезвычайно плохую транспортировку», недостаточный фураж и суровые погодные условия. Он объяснил проблему с транспортировкой тем, что «скудные ассигнования были выделены мне для этой цели» и это привело к «серьёзному затруднению». Оправдания генерала были равносильны публичной критике и они разозлили Шеридана, который одобрил отчёт, в котором его подчинённый подвергся резкой критике за собственные недостатки при подготовке экспедиции. Шеридан писал: «Жалобы на отсутствие транспорта были излишними, и если кто и виноват, так это командир Военного округа, который не принял надлежащих мер». Это мнение было поддержано главнокомандующим, который также упрекнул Крука за его заявление об отсутствии у бойцов защиты от непогоды во время экспедиции. Кроме того, Шерман был обеспокоен тем, что печатное обращение Крука «вышло в мир и будет тщательно изучено». Критиковал экспедицию и Нельсон Майлз, основной соперник генерала в борьбе за успех и славу во время войны 1876 года — «…после боя Маккензи с шайеннами, находясь всего в нескольких днях марша от лагеря Неистового Коня, он развернулся и двинулся обратно в Рино».
Индивидуальных наград атаковавшим индейский лагерь солдатам и офицерам в скором времени не ожидалось. Ни один боец не был номинирован на Медаль Почёта сразу после боя. Первая попытка признать заслуги солдат произошла 30 ноября 1876 года, когда Харрисон Отис представил рекомендацию Маккензи на трёх бойцов, которые защищали лейтенанта Маккинни, когда тот был смертельно ранен. Несмотря на попытки Отиса, ни один из бойцов не получил признания. Лишь в 1891 году по ходатайству бывшего адъютанта Джозефа Дорста, Томас Форсайт, один из трёх солдат, упомянутых в рапорте Отиса в 1876 году, был награждён Медалью Почёта.
Северные шайенны провели совет поздним вечером 25 ноября и решили не оставаться в укрытиях, а рассеяться небольшими группами по три-пять человек, тем самым не дав войскам возможности настигнуть одну большую группу людей. С немногими лошадьми, которых им удалось сохранить, они той же ночью отправились в путь. Преодолевая вершины, некоторые из воинов разводили костры, чтобы обогреть идущие за ними семьи. У многих не было даже мокасин. Иногда во время перехода мужчины убивали одну из спасённых лошадей, вскрывая ей брюхо, чтобы женщины и дети могли согреть руки и ноги во внутренностях. Утром 26 ноября трое шайеннов столкнулись с пятью скаутами-пауни, которые гнали табун лошадей. Шайеннам удалось отбить около восьмидесяти животных, которые впоследствии помогли им в путешествии на север. В последующие дни некоторые женщины и дети замёрзли насмерть. Во время всего перехода, длившегося около двух недель, они питались исключительно кониной. На реке Тонг беглецы столкнулись с отрядом из десяти соплеменников, которые зимовали в лагере Неистового Коня. Вместе шайенны отправились в лагерь оглала. Люди Неистового Коня приветствовали новоприбывших и поделились всем необходимым. 8 января 1877 года северные шайенны и оглала столкнулись с войском Нельсона Майлза. Бой длился несколько часов, пока индейцы не отступили. Два сражения, произошедшие на расстоянии около 100 км, имели всеобъемлющий разрушительный эффект, заставив северных шайеннов принять окончательное решение отправиться в резервацию.

### Потери
Во время атаки на индейский лагерь были убиты шесть кавалеристов: первый лейтенант Джон Маккинни, капрал Патрик Райан и рядовые Джозеф Менгис, Александр Келлер, Джон Салливан и Джеймс Бирд. Рядовой Александр Макфарланд скончался от полученных ран через два дня. 22 человека получили ранения в ходе боя, ещё четверо получили различные повреждения.
Хотя индейские скауты первыми ворвались в лагерь, лишь один из них, восточный шошон, был тяжело ранен. Джеральд Рош объяснил своим читателям, что отсутствие жертв среди скаутов «связано с их знанием манеры ведения боя своих людей и ловкостью, с которой они уклонялись от огня на поле боя».
Северные шайенны, по разным оценкам, потеряли около 40 человек убитыми и 40 ранеными, среди убитых было трое сыновей Тупого Ножа. В своём кратком рапорте Маккензи не назвал их потерь. В последующие дни некоторые женщины и дети замёрзли насмерть. Когда индейцы сдались весной 1877 года, они представили список примерно из сорока убитых. В 1935 году старый шайенн Горностай-Медведь, который находился в лагере у Ред-Форк, сообщил, что потери обороняющихся составили «около 35 человек». Потери северных шайеннов не закончились после того, как стрельба прекратилась и бой завершился, и те смерти и повреждения, которые были получены людьми из-за воздействия погодных условий в последующие дни, напрямую относятся к нападению солдат Маккензи. Историк Джером Грин предположил, что общие потери северных шайеннов, «около сорока убитыми и, возможно, вдвое больше ранеными», составили около 120 человек.

### Последствия

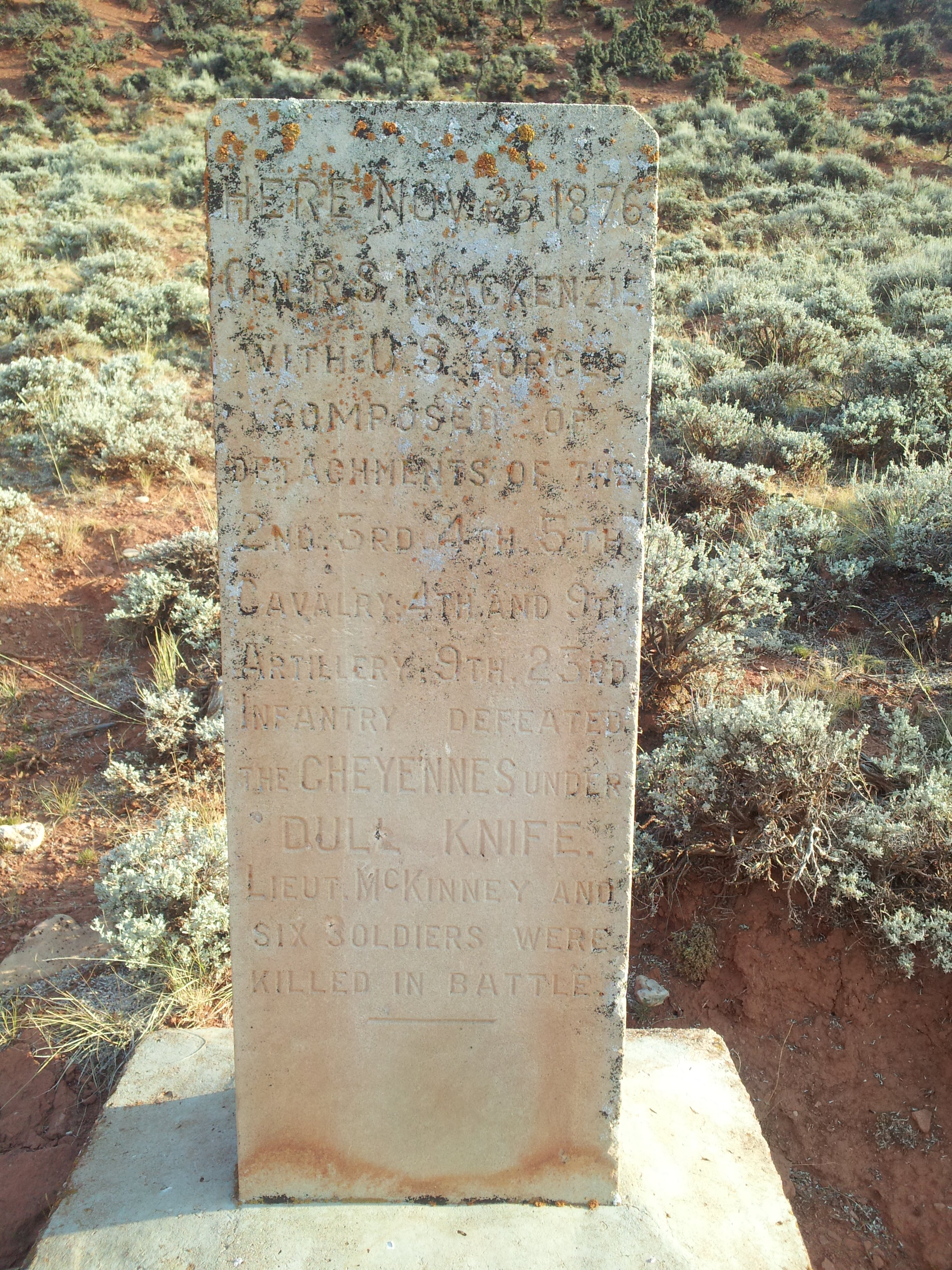
Памятный знак на поле битвы

В дополнение к критике Крука со стороны военных, его действия осудил бывший уполномоченный по делам индейцев Джордж Мэнипенни. Он заявил, что северные шайенны находились на территории, где имели право жить и охотиться согласно договору 1868 года. Мэнипенни считал, что «было грубым правонарушением, было преступлением напасть на этот лагерь, убить его обитателей и уничтожить их имущество». В свете постоянной критики Крук перешёл к защите своих действий и стремился подчеркнуть уничтожение шайеннского лагеря как знаменательное достижение своей кампании. Джером Грин писал в 2003 году, что победа Маккензи над северными шайеннами имела важное значение для прекращения войны за Чёрные Холмы, поскольку не только сокрушила это племя физически, материально и психологически, но также послужила грозным предзнаменованием для всех племён сиу, что способствовало их окончательному решению капитулировать. В последующие годы отношения Крука с Шериданом полностью испортились из-за недоверия последнего к политике генерала в отношении индейских скаутов и неоднократного игнорирования первым предписаний высшего командования.
Дальнейшая судьба Рэналда Маккензи сложилась трагично. Бой Тупого Ножа стал последним большим сражением в его карьере. В 1881 году он был назначен командующим Военным округом Нью-Мексико. Психические проблемы, проявившиеся после атаки на северных шайеннов, стали более выраженными, возможно из-за травмы головы, которую он получил в 1875 году при падении с фургона. В 1884 году Маккензи был уволен из армии США по причине нервно-психического заболевания и направлен на лечение в больницу для душевнобольных.
После битвы при Вулф-Маунтин некоторые общины сиу начали приходить в резервацию Грейт-Су и сдаваться. Северным шайеннам решение о капитуляции далось трудно. Несколько вождей отправились в кантонмент Тонг-Ривер, чтобы провести переговоры с генералом Майлзом. Неистовый Конь откочевал от северных шайеннов, чтобы оглала могли выработать собственный курс действий. Основной лагерь шайеннов находился на реке Паудер, где Тупой Нож и Маленький Волк приняли несколько соплеменников из агентства Красного Облака, которые призвали их отправиться туда и сдаться. Совет вождей решил, что каждый по своему усмотрению может сам выбирать — отправиться к реке Тонг или в резервацию Грейт-Су. Мнения разделились — Тупой Нож, Маленький Волк и большинство индейцев выбрали агентство Красного Облака, тогда как меньшее количество соплеменников, около 300 человек, решили отправиться в кантонмент Тонг-Ривер. Некоторые северные шайенны приняли решение не сдаваться и продолжили оставаться в районе реки Паудер, часть из них, присоединилась к последователям миннеконжу Хромого Оленя. Начиная с конца февраля северные шайенны стали прибывать в агентство и сдаваться. Их одежда представляла собой лохмотья, у многих были незаживающие раны или почерневшая от обморожения плоть. Тем не менее индейцы оставались весёлыми и пели, подходя к агентству. Корреспондент New York Herald так описал их состояние: «Эти люди совершенно нищие, у них нет даже самых обычных принадлежностей для жизни… страдания и лишения шайеннов проще представить, чем описать».
Вскоре после капитуляции северных шайеннов Неистовый Конь привёл своих последователей в форт Робинсон, что символически положило конец войне за Чёрные Холмы. Правительство США решило реализовать свой старый план по перемещению северных шайеннов в агентство их южных соплеменников на Индейской территории. В конце мая 1877 года почти тысяча индейцев отправилась на юг под эскортом лейтенанта Генри Лоутона. С этого момента трагедия племени только усугубилась. Прожив около года, многие северные шайенны захотели вернуться на север. Условия жизни на юге оказались очень тяжёлыми: многие индейцы болели, правительственные пайки были скудными, а дичь в округе отсутствовала. Маленький Волк и Тупой Нож решили вернуться домой. 10 сентября 1877 года 353 северных шайенна, в том числе всего несколько десятков воинов, отправились на родные земли.
Сотни солдат преследовали голодных и плохо вооружённых людей, но индейцам удавалось отбиваться от посланных остановить их армейских подразделений. Перейдя реку Платт шайенны разделились — самая большая группа вместе с Маленьким Волком сдалась войскам у реки Йеллоустон, а последователи Тупого Ножа были арестованы и доставлены в качестве военнопленных в форт Робинсон, откуда американские власти снова намеревались отправить их на юг. Заключённые в заброшенные бараки, без тепла, еды и воды, безоружные шайенны совершили отчаянную попытку вырваться на свободу, при этом шестьдесят четыре индейца погибли при различных обстоятельствах. Впоследствии, отчасти из-за общественного мнения, оставшиеся в живых северные шайенны, в том числе и вождь Тупой Нож, были отправлены жить с оглала в резервацию Пайн-Ридж. В начале 1880-х годов всем северным шайеннам, которые всё ещё находились на Индейской территории, разрешили присоединиться к своим родичам на севере в Пайн-Ридже. В конце концов в ноябре 1884 года власти США решили создать для племени отдельную резервацию в Монтане, где большинство северных шайеннов проживает и поныне.

### Статьи
- Niderost, Eric. Cheyenne Fall : The Battle of Red Fork (англ.) // Wild West. — Vienna, VA: Historynet LLC, 2011. — Vol. 24, iss. 3. — P. 26—33. — ISSN 1046-4638.